# Търилово великденче
Търилово великденче (Veronica turrilliana) е многогодишно тревисто растение от семейство Живеничеви. Видът е балкански ендемит, застрашен от изчезване в България. Включен е в Червената книга на България, Закона за биологичното разнообразие и Бернската конвенция.

## Морфология
Растението е с вертикално коренище, а стъблата му са изправени, разклонени, простовлакнести и с височина 8 – 35 cm. Листата му са последователни, кожести, яйцевидни, елиптични до ланцетни, разположени на къса дръжка или приседнали, с дребни жлези. Цветовете са в рехави гроздовидни съцветия, а венчелистчетата са лилаво-сини, със светложълт пръстен в средата. Прицветниците са целокрайни, ланцетни и голи. Плодът представлява овална, слабо двойноизпъкнала кутийка. Цъфтежът е през април – май, плодоноси в периода юни – август. То е насекомоопрашващо се растение и се размножава със семена.

## Разпространение
Обитава сухи варовити скали и скални пукнатини в планината Странджа на територията на България и Турция, на височина около 200 m. Образува фрагментирани популации, изградени от малобройни разпръснати индивиди. Находището му северно от Малко Търново, откъдето е описан вида, е унищожено. Разпространено е в местността Ковач, южно от село Звездец, в местността Петрова нива, около село Стоилово, в землището на село Сливарово, около изворите на Младежка река, в резерватите „Средока“ и „Витаново“.